# Parahorismenus spissipunctatus
Parahorismenus spissipunctatus är en stekelart som beskrevs av Girault 1915. Parahorismenus spissipunctatus ingår i släktet Parahorismenus och familjen finglanssteklar. Inga underarter finns listade i Catalogue of Life.